# Ordinul Militar de Război „Mihai Viteazul”
Ordinul Militar de Război „Mihai Viteazul” este cea mai înaltă distincție militară de război a României, instituită de regele Ferdinand prin Înaltul Decret nr. 2968 din  26 septembrie 1916 și ratificată prin Înaltul Decret nr. 3249 din 21 decembrie același an. Ordinul era destinat a răsplăti „faptele excepționale de război ale ofițerilor care s-au distins în fața inamicului”. Conform articolului 1 acesta era organizat pe trei clase III, II și I - cu precizarea expresă că „nimeni nu poate obține o clasă superioară dacă nu este decorat cu clasa III”.
Ordinul a fost atribuit pentru prima dată la 28 septembrie 1916 (Înalt Decret no. 2970 din 28 septembrie 1916), unui număr de 9 ofițeri români care s-au distins în Bătălia de la Turtucaia și operațiile militare inițiale din Dobrogea.:pp 52-54
Primii ofițeri decorați cu clasa II a ordinului au fost generalii de corp de armată Constantin Prezan și Alexandru Averescu, la 21 iulie 1917 (Înalt Decret no. 759 din 21 iulie 1917), pentru modul cum au organizat și condus acțiunile de luptă din vara anului 1917.:p. 50
Primul ofițer decorat cu clasa I a ordinului a fost generalul de corp de armată Constantin Prezan, la 5 februarie 1920 (Înalt Decret no. 372 din 5 februarie 1920), pentru modul cum a condus operațiile din Transilvania și Ungaria din anii 1918-1919.:p. 49
Primul ofițer străin decorat a fost căpitanul Milenko Milicievici, din Divizia Sârbă de Voluntari, la 1 octombrie 1916 (Înalt Decret no. 2990 din 1 octombrie 1916), pentru fapte de eroism din timpul luptelor de la Cocargeaua.:p. 30
Primul ofițer străin decorat clasa II a ordinului a fost generalul Dmitri Șcerbaciov, comandantul Grupului de armate ruse pe frontul românesc, la 18 iulie 1917 (Înalt Decret no. 759 din 18 iulie 1917), pentru modul cum a pregătit și condus operațiile de pe frontul român, din luna iulie 1917.:p. 29
Primul ofițer străin decorat clasa I a ordinului a fost generalul Joseph Joffre, Comandantul Suprem al Armatei Franceze, la 26 noiembrie 1919 (Înalt Decret no. 1090 din 26 noiembrie 1919).:p. 27
Deși inițial nu erau prevăzute, începând cu anul 1927 recipienții ordinului au primit și o serie de drepturi materiale. Totodată, începând cu anul 1931 a fost creată și prima uniformă specifică a ordinului.
De-a lungul timpului, atât forma cât și condițiile de acordare au fost modificate de mai multe ori. După sfârșitul celui de-Al Doilea Război Mondial, ordinul a fost desființat de autoritățile comuniste, fiind reînființat începând cu anul 2000.

## Istoric
Art. 1. - Se înființează un ordin militar de răsboiu care va purta numele: „Ordinul Militar MIHAI VITEAZUL”
Ordinul va avea trei clase, cu denumirea: clasa III, clasa II și clasa I.

El va fi conferit exclusiv pentru fapte excepționale de răsboiu ofițerilor cari s’au distins în fața inamicului.

Nimeni nu poate căpăta o clasă superioară, dacă nu este decorat cu clasa III.

Art. 2. – Condițiunile și modalitatea conferirii acestui ordin se vor stabile într’un anume regulament și vor putea fi modificate prin decret regal.
Anterior intrării în Primul Război Mondial, la 27 august 1916, cadrul legal existent permitea decorarea militarilor care se distingeau pe câmpul de luptă doar cu însemnele de război ale ordinului Steaua României în gradele de cavaler, ofițer și comandor, precum cu medalia Virtutea Militară de război.
Conform reglementărilor rămase încă din perioada Războiului de Independență, Steaua României se putea acorda tuturor militarilor,  Virtutea Militară fiind acordată diferențiat: clasa I ofițerilor și clasa II subofițerilor și trupei.
Regula generală în armatele europene ale vremii era ca ordinele să fie oferite exclusiv ofițerilor, în timp ce pentru decorarea subofițerilor și trupei se foloseau alte decorații, de rang mai mic. Astfel, în vederea adaptării sistemului românesc de ordine și decorații la aceste cerințe dar și pentru a ridica moralul ofițerilor și trupei, regele Ferdinand a decis instituirea Ordinului Militar de Război „Mihai Viteazul” prin Înaltul Decret nr. 2968 din 26 septembrie 1916. Deși decretul a fost în vigoare (primele decorări cu noul ordin datând din 28 noiembrie 1916), la 21 decembrie 1916 regele emite un nou Înalt Decret, nr.3249, prin care se modifică vechiul text de instituire. Acest nou decret prevedea că vor fi precizate printr-un regulament condițiile și modalitățile de conferire ordinului, regulament care nu a fost însă redactat și publicat în perioada războiului.:pp 1032-1033
Conform acestora, ordinul era organizat pe trei clase, se acorda „exclusiv pentru fapte excepționale de război ofițerilor care s-au distins în fața inamicului” și nu se putea conferi decât începând cu clasa III. Ulterior prevederea ca distincția să fie acordată exclusiv pentru fapte de arme în fața inamicului a fost modificată, în sensul de a permite decorarea și a ofițerilor aflați la comanda sau în statele majore ale marilor unități luptătoare, ale căror forțe au reputat victorii importante. Numărul membrilor este nelimitat.:p. 1033
Decretul din septembrie preciza forma decorației în termeni foarte generali, însemnele noului ordin fiind desenate chiar de suveran.:p. 117
Însemnul ordinului se prezinta astfel: cruce treflată, smălțuită albastră și cu marginile de aur; în centru ei, cifra de aur încoronată a regelui Ferdinand I, iar deasupra, coroana regală de aur. Pe revers crucea este smălțuită tot albastru și poartă data 1916.
Panglica este de culoare roșie-vișinie, cu dungi de aur la margini.:pp 88-89
Printr-o lege specială promulgată de regele Ferdinand la 12 mai 1927, au fost acordate o serie de drepturi materiale ofițerilor decorați cu ordinul Mihai Viteazul, cum ar fi împroprietărirea gratuită cu un lot de 25 ha. teren arabil, acordarea unui lot de casă de 500 mp și gratuități pe mijloacele de transport ale statului.
Prin Decretul Regal nr. 2859 din 1936, emis de regele Carol al II-lea se introduce portul unei uniforme speciale pentru cavalerii ordinului „Mihai Viteazul”, constând dintr-o mantie de culoare albă pe care este aplicată crucea ordinului, confecționată din postav  de culoare albastră. Ca acoperământ de cap, decretul prevedea o cușmă din blană de  miel de culoare albă.
Prin Decretului Regal nr. 328 din 10 februarie 1931, regimentele ale căror drapele fuseseră decorate cu ordinele Mihai Viteazul, Steaua României și Virtutea Aeronautică sau cu medalia Virtutea Militară, precum și personalul militar care servea în acestea, au primit dreptul de a purta o furajeră specifică. Aceasta se acorda prin decret regal și se purta pe umărul stâng, la capătul epoletului, de către toți militarii corpului în orice împrejurare, cât timp erau în activitate într-o unitate decorată cu una din cele patru distincții, făcând parte din uniforma corpului.:p. 1036
Regulamentul Legii Ordinelor și Medaliilor Naționale conferite în timp de război, aprobat prin Înaltul Decret nr. 4354 din 19 decembrie 1938 și modificat prin Înaltul Decret nr 716 din 10 februarie 1939, a cuprins pentru prima dată descrieri precise ale decorațiilor fiecăreia dintre cele trei clase ale ordinului, acum fiind introdusă și prima modificare de formă după 1916, prin introducerea a două spade încrucișate, între brațele crucii.

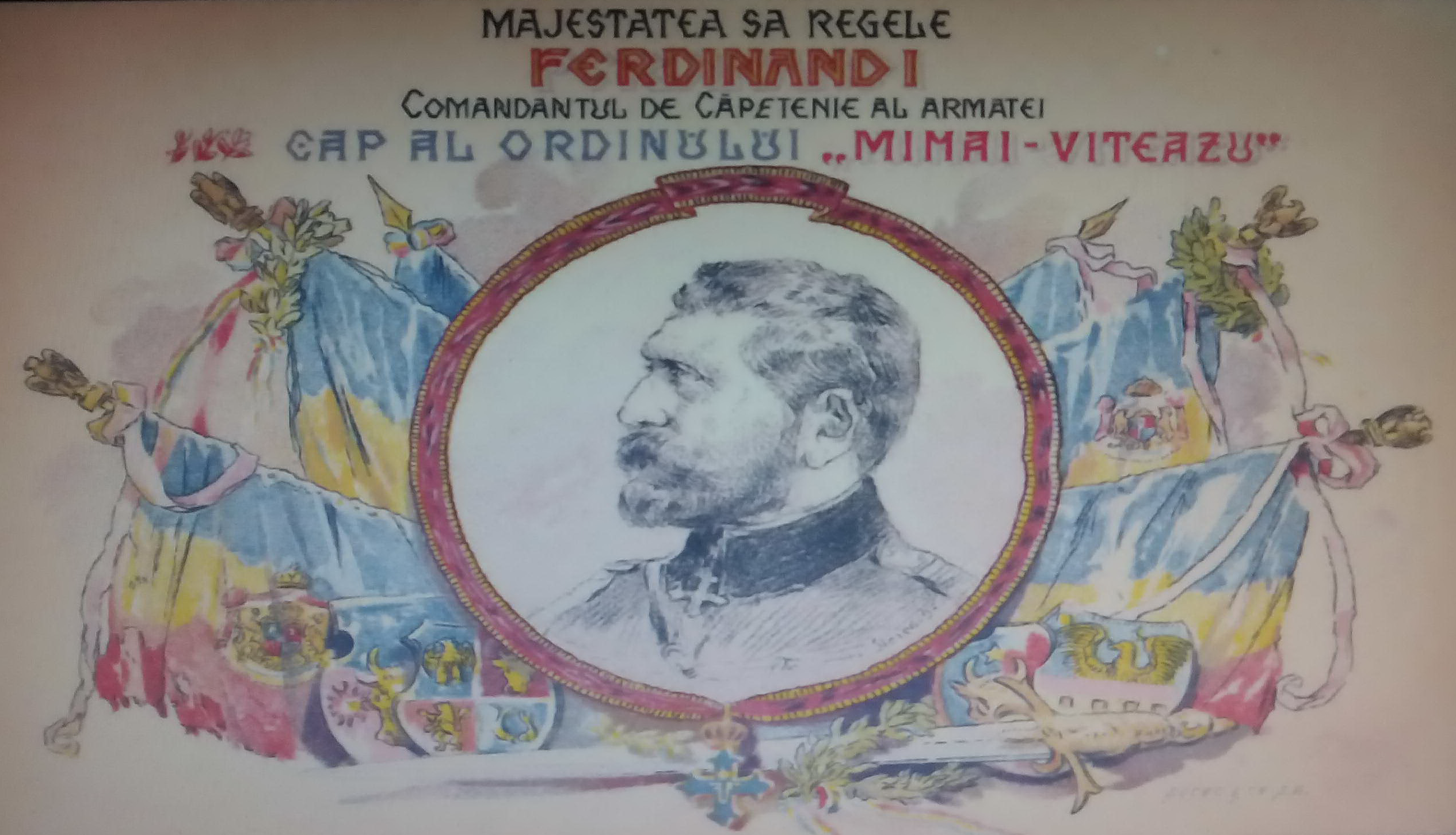
Regele Ferdinand - capul Ordinului Mihai Viteazu

Primul regulament al ordinului a fost adoptat prin Decretul Regal nr. 3709 din 6 noiembrie 1940, sub denumirea Regulamentul Legii Ordinului Militar de Război „Mihai Viteazul”.
Ulterior, prin Decretul Regal nr. 1932 din 30 iulie 1941 s-a stipulat că Ordinul Militar „Mihai Viteazul” clasa I, clasa a II, clasa III vor fi conferite în timp de război ofițerilor pentru „fapte de arme cu totul excepționale”. Prin Decretul Regal nr. 2787/8 octombrie 1941, a fost modificată din nou modelul decorației. Acesta își păstra forma și dimensiunile anterioare, având pe avers, așezată central, cifra încoronată a regelui Ferdinand și pe brațul inferior, anul „1916”, iar pe revers, cifra încoronată a regelui Mihai și pe brațul inferior, anul „1941”.
Prin Decretul Regal nr. 1935 din 18 octombrie 1944 închide ordinul model 1916, fiind înlocuit cu un ordin continuator - Ordinul Militar „Mihai Viteazul” cu spade. Noul ordin a fost acordat doar pentru fapte de arme săvârșite după 23 august 1944. Modelul are pe avers cifra încoronată a regelui Mihai iar pe revers, central, anul „1944”.
După 1989, Ordinul Mihai Viteazul a fost reînființat, făcând parte din categoria „decorațiilor militare de război” așa cum au fost acestea definite prin Legea nr. 29/2000 privind sistemul național de decorații al României.
În anul 2003 este adoptată legea specifică de funcționare a ordinului - Legea nr.327/2003 privind Ordinul Mihai Viteazul.
Legea prevede că: „Ordinul Mihai Viteazul este cea mai înaltă decorație militară de război ce se acordă ofițerilor si unităților militare, pe timp de război sau în misiuni sub jurisdicția unor organisme internaționale la care statul român este parte, pentru fapte de arme sau acțiuni de luptă cu totul excepționale.”
Particularitatea introdusă de noua lege prevede, pentru prima dată în istoria sa, posibilitatea ca ordinul să poată fi conferit și  pe timp de pace „unor ofițeri si unități militare care participă la misiuni sub jurisdicția unor organisme internaționale la care statul român este parte, numai în cazuri cu totul excepționale, pentru acțiuni de mare amploare și cu cotă de risc ridicat”.

## Descriere

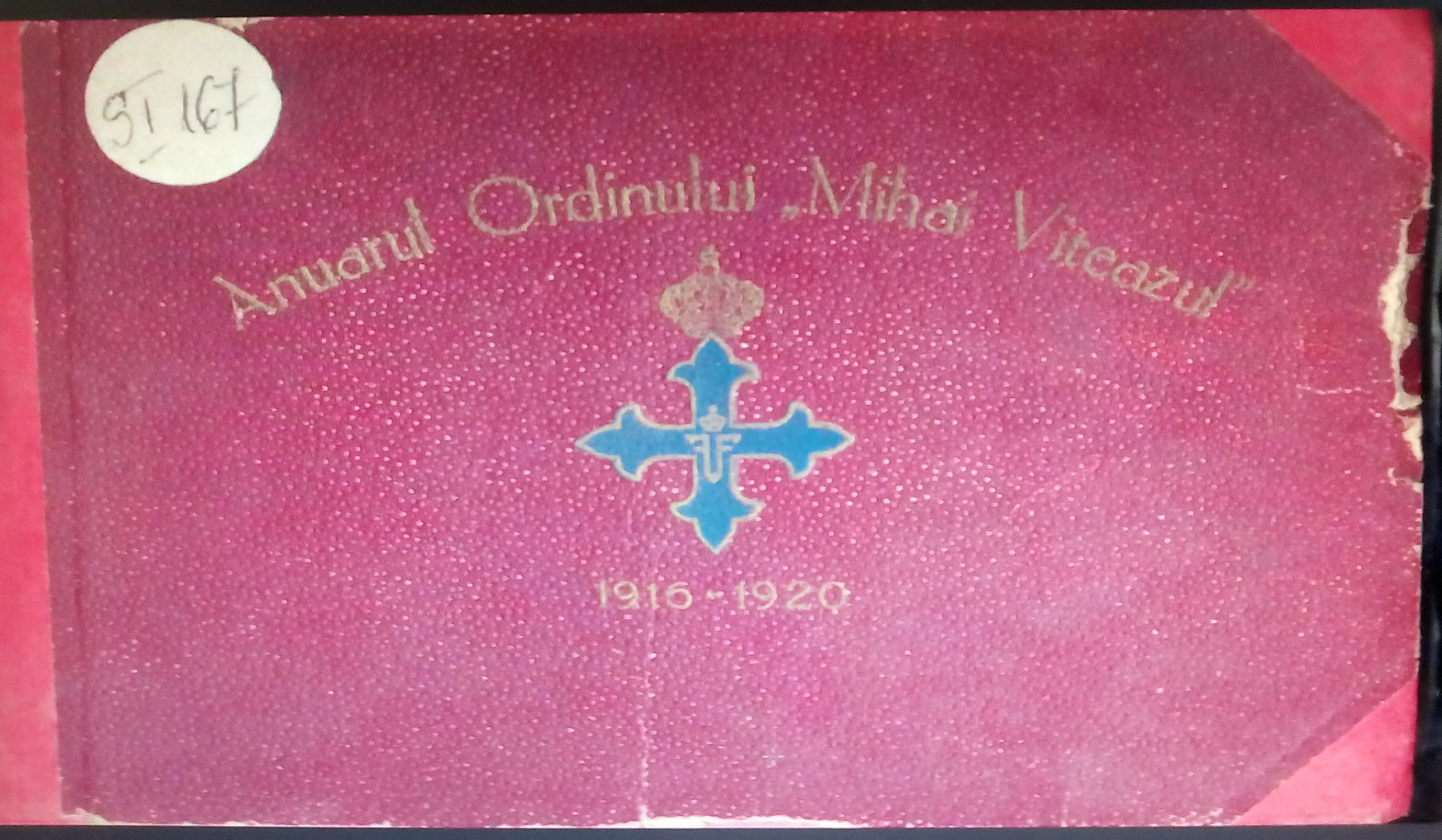
Coperta Anuarului ordinului Mihai Viteazu

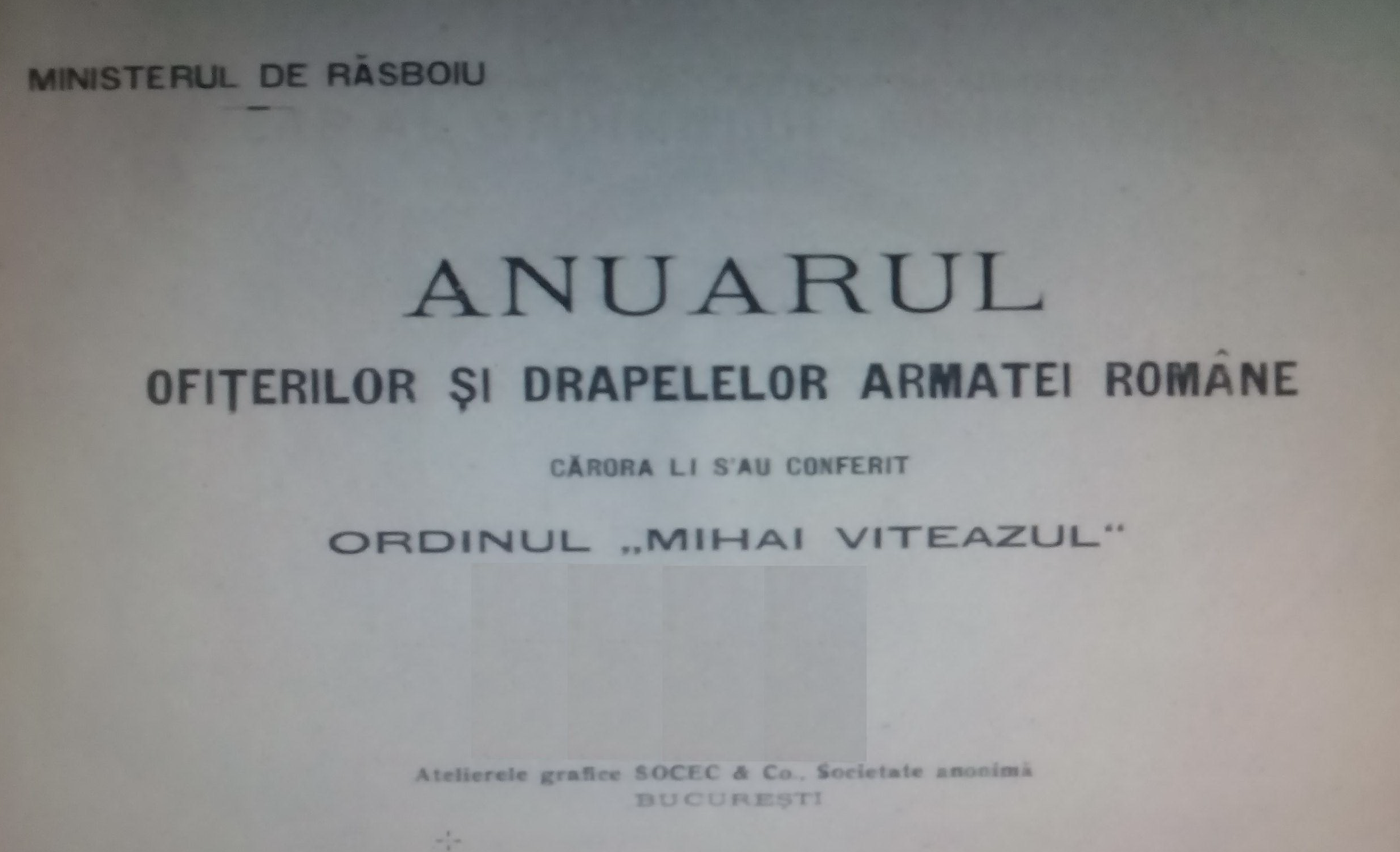
Pagina de titlu a Anuarului ordinului Mihai Viteazu

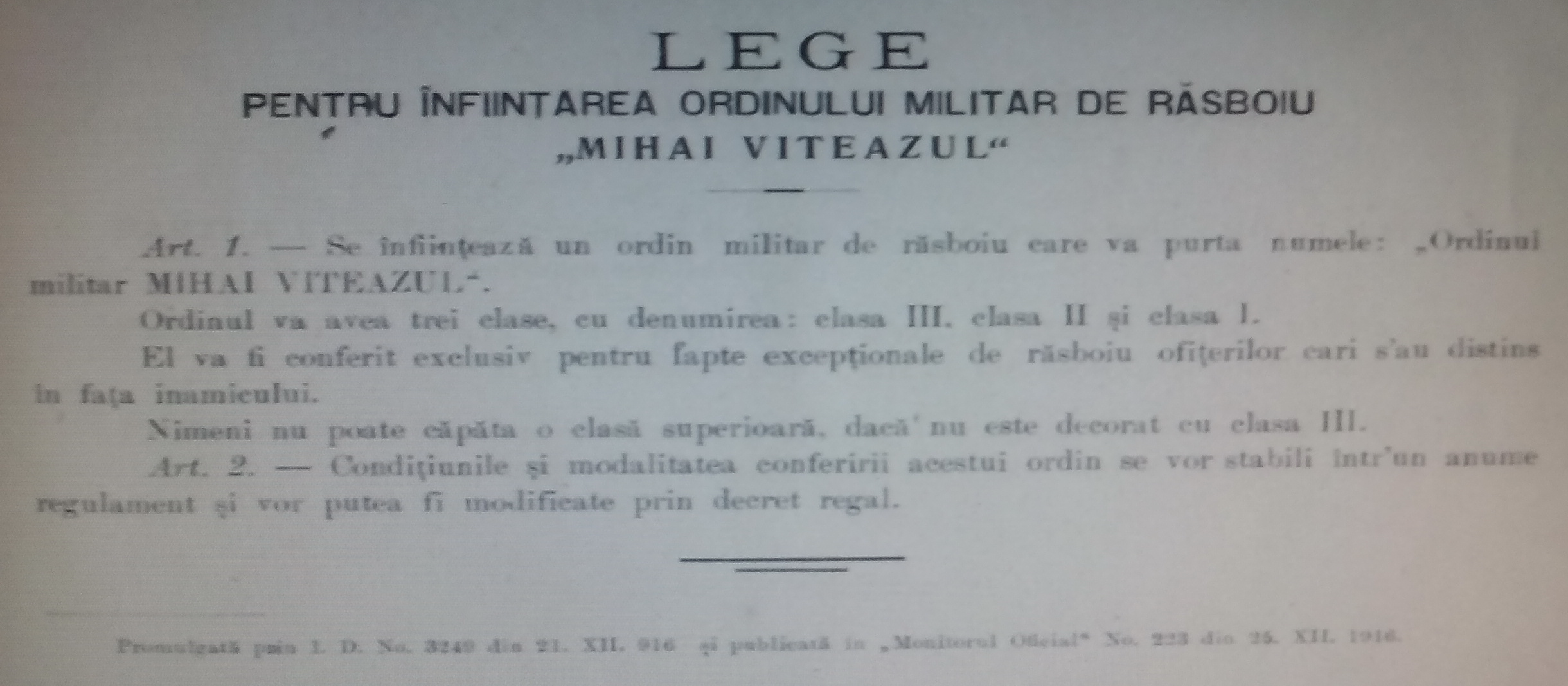
Legea de înființare a ordinului Mihai Viteazul

### Modelul 1916 și următoarele
Forma însemnului este crucea treflată din metal auriu, emailată în albastru.
Clasa I sub formă de placă avea dimensiunea crucii de 60 mm având încrustate pe brațul vertical coroana regală, cifra regelui Ferdinand. Se purta pe partea stângă a pieptului.
Clasa a II avea aceleași dimensiuni ale crucii, pe avers având încrustate pe brațul vertical coroana regală, cifra regelui Ferdinand iar pe revers, în centru anul 1916. Crucea era surmontată de coroana regală de care, printr-un inel se prindea panglica de culoare vișinie, lată de 37 mm cu margini aurii de 3 mm. Ordinul clasa a II-a se purta atârnat de panglică la gât.
Clasa a III avea crucea de 40 mm, pe avers si revers cu aceleași încrustații ca la clasa a II-a și se prindea de panglică printr-un inel. Se purta atârnat pe partea stângă a pieptului. Atunci când ofițerii purtau pe piept și alte decorații, Ordinul Mihai Viteazul era dispus primul din stânga.  

### Modelul 2003
Însemnul prevăzut de Legea nr. 327 din 23 iulie 2003 cuprindea elementele definitorii ale modelelor decorației desființate în anul 1948.

#### Clasa I
Însemnul clasei I a Ordinului Mihai Viteazul este compus din însemnul propriu-zis și placa clasei I.
Însemnul propriu-zis și panglica clasei I a Ordinului Mihai Viteazul sunt identice cu însemnul și panglica clasei a II-a. Bareta se prezintă sub forma unei panglici dreptunghiulare din rips, aplicată pe un suport metalic, lungă de 25 mm și lată de 10 mm și având dimensiunile benzilor colorate ale panglicii reduse la 50%. Pe centrul baretei este prins un romb din argint aurit cu diagonala mică de 5mm și diagonala mare de 7 mm. Pe spate are un sistem de prindere. Rozeta se prezintă sub forma unei panglici dreptunghiulare din rips argintiu, lungă de 20 mm și lată de 8 mm, peste care se aplică rozeta clasei a III-a. Pe spate are un sistem de prindere.
Placa clasei I a Ordinului Mihai Viteazul este o stea cu 4 grupe de raze diamantate, confecționată din argint cu titlul de 9250/00, fiecare grup fiind format din câte 12 raze, cea centrală fiind cea mai mare. Placa are lățimea de 70 mm și înălțimea de 75 mm. Pe placă este aplicat însemnul propriu-zis, avers, al clasei a III-a. Pe revers, într-un medalion central, sunt poansonate numele firmei producătoare și titlul argintului. Pe spate are un sistem de prindere.

#### Clasa a II-a
Însemnul clasei a II-a a Ordinului Mihai Viteazul are caracteristicile generale ale însemnului clasei a III-a, cu următoarele particularități:
a) diametrul crucii este de 60 mm și lățimea brațelor crucii este de 10,5 mm;
b) pe revers, cifrele scrise pe brațele crucii sunt înalte de 5 mm, iar cele scrise central sunt înalte de 7 mm;
c) însemnul este surmontat de o semicunună deschisă formată din frunze de stejar și de laur împletite, având înălțimea semicununii de 20 mm și lățimea de 29 mm. Capetele deschise ale semicununii sunt unite printr-o bară transversală prin care se petrece un inel plat, lat de 4 mm și înalt de 30 mm. Inelul și bara sunt din argint aurit. Pe reversul inelului este poansonat titlul argintului;
d) panglica este lată de 45 mm și are lungimea reglabilă, pentru a fi adaptată la circumferința gâtului; benzile aurii au lățimea de 5 mm și sunt plasate la 1 mm de margini;
e) bareta se prezintă sub forma unei panglici dreptunghiulare din rips, aplicată pe un suport metalic, lungă de 23 mm, lată de 10 mm și având dimensiunile benzilor colorate ale panglicii reduse la 50%. Pe centrul baretei este prins un disc din argint cu diametrul de 5 mm. Pe spate are un sistem de prindere;
f) rozeta este formată dintr-o panglică lungă de 16 mm și lată de 6 mm, având dimensiunile benzilor colorate ale panglicii reduse la 40%. Pe panglică este aplicată rozeta clasei a III-a. Pe spate are un sistem de prindere.

#### Clasa a III-a

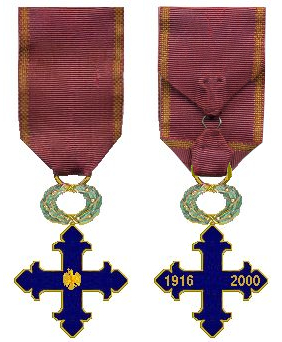
Ordinul Mihai Viteazul clasa a III-a, model 2003

Însemnul clasei a III-a a Ordinului Mihai Viteazul este o cruce treflată cu brațe egale, cu diametrul de 44 mm și cu lățimea brațelor crucii de 9 mm, confecționată din argint cu titlul de 8000/00, aurit, emailată albastru închis. Pe avers, în centru, este aplicată o acvilă aurită, ținând în cioc o cruce ortodoxă, în gheara dreaptă o sabie, iar în gheara stângă un buzdugan și având pe piept armele României. Pe revers, la capetele brațelor orizontale sunt scriși cu cifre aurite anii: "1916" și "2000", reprezentând date istorice privind Ordinul Mihai Viteazul. Înălțimea cifrelor scrise pe brațele crucii este de 4 mm. Însemnul este surmontat de o semicunună formată din frunze de stejar și de laur împletite, având înălțimea semicununii de 15 mm și lățimea de 20 mm. Capetele deschise ale semicununii sunt unite printr-o bară transversală din argint aurit, prin care se petrece panglica. Pe bară, pe revers, este poansonat titlul argintului. Panglica este din rips moarat roșu-vișiniu, având la 1 mm de margini câte o bandă aurie, lată de 4 mm; înălțimea aparentă a panglicii este de 50 mm, iar lățimea este de 40 mm. Pe spate are un sistem de prindere. Bareta se prezintă sub forma unei panglici dreptunghiulare din rips, aplicată pe un suport metalic, lungă de 20 mm, lată de 10 mm și având dimensiunile benzilor colorate ale panglicii reduse la 50%. Pe spate are un sistem de prindere. Rozeta se prezintă sub forma unui tambur din rips cu diametrul de 10 mm și înălțimea de 6 mm, având dimensiunile benzilor colorate ale panglicii clasei reduse la 40%. Pe spate are un sistem de prindere.

## Ofițeri decorați

### În Primul Război Mondial și operațiile militare postbelice

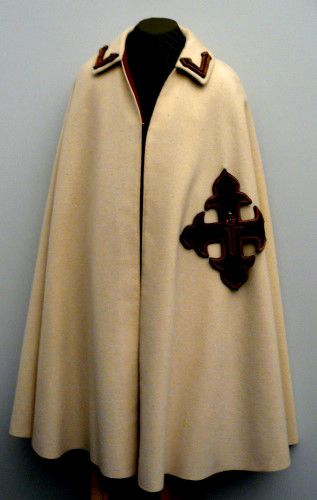
Pelerina Ordinului Mihai Viteazul care a aparținut colonelului Gheorghe Ante, fost sublocotenent în Regimentul 15 Infanterie (1916-1918) în perioada Primului Război Mondial.

Pentru fapte de arme legate de participarea României la Primul Război Mondial și operațiilor militare postbelice au fost decorați un număr de 78 de ofițeri străini și 315 ofițeri români, unii dintre aceștia fiind decorați de mai multe ori. Totodată, au fost decorate drapelele de luptă a 39 de regimente.
Repartiția ofițerilor decorați pe cele trei clase ale ordinului a fost următoarea:
- ofițeri străini: 12 clasa I, 7 clasa II și 72 clasa III;
- ofițeri români: 1 clasa I, 4 clasa II și 314 clasa III.

De remarcat că un singur ofițer român a fost decorat cu toate cele trei clase ale ordinului, este vorba de generalul de corp de armată adjutant Constantin Prezan, care a comandat pe timpul războiului Armata de Nord și Marele Cartier General al Armatei României. Cu clasa a doua au mai fost decorați, pe lângă generalul Prezan, doar alți trei generali: Alexandru Averescu, Eremia Grigorescu și Gheorghe Mărdărescu.

## Personalități decorate

### În Primul Război Mondial
Din România
- Ferdinand al României - Capul Ordinului
- Ion Antonescu
- Nicolae Arghirescu
- Vasile Atanasiu
- Alexandru Averescu
- Virgil Bădulescu
- Gheorghe Bâgulescu
- Ernest Broșteanu
- Grigore Bunescu
- Gheorghe Cantacuzino
- Carol al II-lea al României
- Henry Cihoski
- Alexandru Constantinidi
- Dumitru Coroamă
- Cleante Davidoglu
- Ioan Dragalina
- Corneliu Dragalina
- Ioan Florescu
- Grigore Gafencu
- Dumitru Gherculescu
- Alexandru Gorsky
- Eremia Grigorescu
- Ștefan Holban
- Constantin Iancovescu
- Grigore Ignat
- Petre Ioanin
- Radu Korne
- Dimitrie Lambru
- Aristide Lecca
- Nicolae Macici
- Gabriel Marinescu
- Gheorghe Mărdărescu
- Alexandru Mărgineanu
- Ion Mihalache
- Ludovic Mircescu
- Traian Moșoiu
- Mihail Obogeanu
- Marcel Olteanu
- Ștefan Panaitescu
- Ioan Popescu
- David Praporgescu
- Constantin Prezan
- Gheorghe Rasoviceanu
- Nicolae Rădescu
- Radu Rosetti
- Nicolae Rujinschi
- Nicolae Samsonovici
- Constantin Scărișoreanu
- Romulus Scărișoreanu
- Dumitru Stratilescu
- Nicolae Tonitza
- Paraschiv Vasilescu
- Arthur Văitoianu

Din afara României
- Edmund Allenby
- Prințul Emanuele Filiberto, Duce de Aosta
- Pietro Badoglio
- David Beatty
- Henri Mathias Berthelot
- Anton Denikin
- Armando Diaz
- Louis Franchet d'Esperey
- Ferdinand Foch
- René Fonck
- Douglas Haig
- Joseph Joffre
- Charles Nungesser
- Robert Nivelle
- John J. Pershing
- Philippe Petain
- Alexandr Ragoza
- Dmitri Șcerbaciov
- Vladimir Saharov

### În Al Doilea Război Mondial
Din România
- Radu Bâldescu
- Constantin Cantacuzino (aviator)
- Constantin Costăchescu
- Nicolae Dabija
- Dumitru Dămăceanu
- Ioan Dicezare
- Hariton Dușescu
- Mihail Lascăr
- Mihai I al României (Comandantul Suprem al Armatei în 1941)
- Mihail Romanescu
- Leonard Mociulschi
- Ioan Palaghiță
- Corneliu Teodorini
- Nicolae Polizu-Micșunești
- Alexandru Șerbănescu

- Fedor von Bock
- Walther von Brauchitsch
- Karl Dönitz
- Helmuth von Pannwitz
- Hermann Göring
- Hermann Hoth
- Paul Ludwig Ewald von Kleist
- Carl Gustaf Emil Mannerheim
- Erich von Manstein
- Friedrich Paulus
- Wolfram von Richthofen
- Otto Roettig
- Erwin Rommel
- Gerd von Rundstedt
- Walter Warlimont